# Departamento León
León ist ein Departamento im Westen Nicaraguas.
Die Hauptstadt von León ist die gleichnamige Stadt León. Das Departamento hat eine Fläche von 5.107 km² und eine Bevölkerungszahl von rund 394.000 Einwohnern (Berechnung 2006), was einer Bevölkerungsdichte von etwa 77 Einwohnern/km² entspricht.
Das Departamento León ist in zehn Municipios unterteilt:
1. El Jicaral
2. El Sauce
3. La Paz
4. Larreynaga
5. León
6. Nagarote
7. Quezalguate
8. San José
9. Santa Rosa
10. Telica